# Russische Fußballnationalmannschaft (U-17-Junioren)
Die russische U-17-Fußballnationalmannschaft ist eine Auswahlmannschaft russischer Fußballspieler. Sie unterliegt dem Rossijski Futbolny Sojus und repräsentiert ihn international auf U-17-Ebene, etwa in Freundschaftsspielen gegen die Auswahlmannschaften anderer nationaler Verbände, bei U-17-Europameisterschaften und U-17-Weltmeisterschaften.
Die Mannschaft wurde 2006 und 2013 Europameister, schied einmal im Halbfinale (2015) und dreimal im Viertelfinale der EM aus (1994, 2000 und 2001).
Für die Weltmeisterschaft konnte sich die Mannschaft bislang 2013 und 2015 qualifizieren. Sie verlor dabei im Achtelfinale gegen Brasilien bzw. Ecuador.

## Teilnahme an U-17-Weltmeisterschaften
(Bis 1989 U-16-Weltmeisterschaft)
| 1993 | nicht qualifiziert |
| 1995 | nicht qualifiziert |
| 1997 | nicht qualifiziert |
| 1999 | nicht qualifiziert |
| 2001 | nicht qualifiziert |
| 2003 | nicht qualifiziert |
| 2005 | nicht qualifiziert |
| 2007 | nicht qualifiziert |
| 2009 | nicht qualifiziert |
| 2011 | nicht qualifiziert |
| 2013 | Achtelfinale       |
| 2015 | Achtelfinale       |
| 2017 | nicht qualifiziert |
| 2019 | nicht qualifiziert |
| 2023 | suspendiert        |

## Teilnahme an U-17-Europameisterschaften
(Bis 2001 U-16-Europameisterschaft)
| 1993 | Vorrunde           |
| 1994 | Viertelfinale      |
| 1995 | nicht qualifiziert |
| 1996 | nicht qualifiziert |
| 1997 | nicht qualifiziert |
| 1998 | Vorrunde           |
| 1999 | Vorrunde           |
| 2000 | Viertelfinale      |
| 2001 | Viertelfinale      |
| 2002 | nicht qualifiziert |
| 2003 | nicht qualifiziert |
| 2004 | nicht qualifiziert |
| 2005 | nicht qualifiziert |
| 2006 | Europameister      |
| 2007 | nicht qualifiziert |
| 2008 | nicht qualifiziert |
| 2009 | nicht qualifiziert |
| 2010 | nicht qualifiziert |
| 2011 | nicht qualifiziert |
| 2012 | nicht qualifiziert |
| 2013 | Europameister      |
| 2014 | nicht qualifiziert |
| 2015 | Halbfinale         |
| 2016 | nicht qualifiziert |
| 2017 | nicht qualifiziert |
| 2018 | nicht qualifiziert |
| 2019 | Vorrunde           |
| 2022 | suspendiert        |
| 2023 | suspendiert        |
| 2024 | suspendiert        |